# Dronino (Meteorit)
Koordinaten: 54° 44′ 48″ N, 41° 25′ 18″ O
Der Meteorit Dronino ist ein Nickel-Eisenmeteorit, der im April 2000 in der Oblast Rjasan südlich von Moskau gefunden wurde.
Die Geschichte seiner Entdeckung und Identifizierung als Meteorit ist ziemlich kurios: Auf dem Heimweg vom Pilzesuchen stieß Oleg Nikolajewitsch Guskow aus Moskau auf ein rostiges Stück Eisen, das am Waldesrand aus dem Boden ragte. Er versuchte das Metall mit seinem Taschenmesser auszugraben, was jedoch nicht gelang. Da er vermutete, dass es sich um einen Meteoriten handeln könnte, kehrte er mit Schaufel und Schubkarre zurück, grub das Fundstück aus und brachte es nach Hause. Den Meteoriten ließ er nun erst einmal zwei Jahre in seinem Garten liegen. Der Meteorit zerfiel in dieser Zeit in drei Teile. Eines der Teilstücke zerlegte Guskow mittels einer Säge weiter, wobei sich sein Verdacht, dass es sich um einen außerirdischen Körper handeln müsse, erhärtete. Er machte sich nun auf die Suche nach Experten und schließlich gelangte eines der Teilstücke in ein Moskauer Labor.
Hier zeigte sich, dass es sich um einen Meteoriten mit hohem Nickelgehalt handelte. Aufgrund seiner Beschaffenheit muss der Meteorit beim Eintritt in die Erdatmosphäre zerplatzt sein, so dass noch weitere Bruchstücke vorhanden sein mussten.
Eine Expedition fand schließlich mehr als 250 Bruchstücke mit einem Gesamtgewicht von 0,5 Tonnen. <--Die Originalmasse des Meteoriten wird auf etwa 1,5 Tonnen geschätzt. --> Der Fall des Meteoriten dürfte sicherlich ein spektakuläres Ereignis gewesen sein. Da jedoch keine Überlieferungen hierüber vorhanden sind, wird davon ausgegangen, dass der Einschlag vor dem Jahre 1200 n. Chr. stattfand. Erst nach dieser Zeit waren Siedlungen im Bereich des Fundortes entstanden.
Der Dronino-Meteorit stammt aus dem Asteroidengürtel und wird als Ataxit klassifiziert, eine seltene Klasse von Eisenmeteoriten mit hohem Nickelgehalt.
Chemische Zusammensetzung: ca. 83 %  Eisen;  17 % Nickel; Spurenelemente

## Dronino als Typlokalität
Der Meteorit Dronino gilt als Typlokalität (erster Fundort) für die 2007 bzw. 2008 erstbeschriebenen Minerale Chukanovit und Droninoit.